# Herbert Henry Asquith
Herbert Henry Asquith, bolj znan tudi kot H. H. Asquith, britanski politik, državnik in odvetnik, * 12. september 1852 Morley, Zahodni Yorkshire, Združeno Kraljestvo † 15. februar 1928 Sutton Courtenay, Berkshire, Združeno Kraljestvo.    
Bil je predsednik vlade Združenega kraljestva od leta 1908 do 1916. Bil je zadnji liberalni premier, ki je predsedoval večinski vladi, in zadnji liberalec, ki je služil kot predsednik opozicije. Igral je pomembno vlogo pri sestavi in sprejemanju pomembne liberalne zakonodaje ter zmanjšanju moči lordskega doma. Avgusta 1914 je Asquith popeljal Združeno Kraljestvo v prvo svetovno vojno. Leta 1915 je bila njegova vlada močno kritizirana zaradi pomanjkanja streliva v vojni in neuspeha Galipoljske kampanje. Z drugimi strankami je sestavil koalicijsko vlado, a ker ni uspel navdušiti nezadovoljnih poslancev, je bil decembra 1916 prisiljen odstopiti, po odstopu pa ni nikoli znova prevzel vodenja oblasti. 
Po obiskovanju fakultete Balliol v Oxfordu je postal uspešen odvetnik. Leta 1886 je Asquith postal liberalni kandidat za East Fife, sedež, ki ga je opravljal več kot trideset let. Leta 1892 je bil imenovan za notranjega ministra v Gladstonovem četrtem ministrstvu in je ostal na tem mestu, dokler liberalci leta 1895 niso izgubili volitev. V desetletju opozicije, ki je sledilo, je Asquith postal glavna osebnost v stranki, in ko so liberalci ponovno pridobili oblast pod vodstvom Henryja Campbell-Bannermana leta 1905, je bil Asquith imenovan za ministrstva za finance. Leta 1908 je Asquith postal predsednik vlade. Liberalci so bili odločeni, da bodo napredovali pri svojem programu reform. Ovira na poti k temu je bila lordska hiša, ki je zavrnila ljudski proračun iz leta 1909. Medtem je bil sprejet Južnoafriški zakon iz leta 1909. Asquith je razpisal volitve za januar 1910, na katerih so zmagali liberalci, čeprav so nato sestavili manjšinsko vlado. Po drugih volitvah decembra 1910 je Asquith dosegel sprejetje zakona o parlamentu iz leta 1911. Asquith je bil manj uspešen pri soočanju z političnimi spori na Irskem. Ponavljajoče se krize so vodile v napade z orožjem in nasilje, ki je bilo na meji izbruha državljanske vojne.
Ko je poleti 1914 v Evropi izbruhnila vojna med Avstro-Ogrsko, Srbijo, Rusijo, Nemčijo in Francijo, se je Asquith odločil, da bo njegova država ostala izven tega konflikta. Toda, ko so 3. avgusta Nemci napadli Belgijo, je Asquith ukazal takojšnji umik nemške vojske iz ozemlja Belgije, saj so imeli Britanci podpisano zavezništvo z Belgijci, da jih bodo branili, če bodo tej napadeni. Nemci tega niso upoštevali, zaradi česar je moral Asquith 4. avgusta z težkim srcem napovedati vojno Nemčiji, kar je simboliziralo vstop Združenega Kraljestva v prvo svetovno vojno. Z vstopom države v vojno so bili odmevni domači spori glede Irske in volilne pravice žensk ustavljeni. Asquith je bil bolj predsednik odbora kot dinamičen vodja. Nadziral je nacionalno mobilizacijo, odpošiljanje britanskih ekspedicijskih sil na zahodno fronto, oblikovanje množične vojske in razvoj industrijske strategije, namenjene podpori vojnim ciljem države. Vojna je razširila težave in povečala se je zahteva po boljšem vodenju. V začetku leta 1915 je bil prisiljen sestaviti koalicijo s konservativci in laburisti. Oslabila ga je tudi lastna neodločnost glede strategije, vpoklica in financiranja. 6. decembra 1916 je Asquith odstopil z mesta predsednika vlade, nadomestil pa ga je David Lloyd George. Postali so hudi sovražniki in se borili za nadzor nad hitro propadajočo liberalno stranko. Asquithova vloga pri ustvarjanju sodobne britanske socialne države (1906–1911) je bila slavljena, vendar so zgodovinarji izpostavili njegove slabosti glede vojnega voditelja in kot vodje stranke po letu 1914. Med letoma 1827 in 1979 je Asquith ostal edini premier, ki je v enem samem mandatu služil več kot osem zaporednih let.

## Mladost
Herbert Henry Asquith se je rodil 12. septembra 1852 v West Ridingu v Yorkshiru, Josephu Dixonu Asquithu in njegovi ženi Emily Willans. Asquithovi so bili družina srednjega razreda in člani kongregacijske cerkve. Joseph je bil trgovec z volno in je postal lastnik lastnega mlina za volno.
Asquith je bil star 7 let, ko je umrl njegov oče. Emily in njeni otroci so se nato preselili v dom njenega očeta Williama Willansa, trgovca z volno v Huddersfieldu. Asquith se je tam šolal in bil nato poslan v moravski internat v Fulnecku blizu Leedsa. Leta 1863 so Asquitha poslali k stricu v London, kjer se je vpisal v srednjo šolo. Tam se je do leta 1870 izobraževal pri svojem mentorju, ravnatelju Edwinu Abbottu Abbottu. 
Leta 1870 je Asquith dobil štipendijo. Leta 1874 je Asquith prejel Cravenovo štipendijo, istega leta pa je tudi opravil diplomo. Potem, ko je bil sprejet v Lincoln's Inn kot odvetniški učenec in je eno leto služil kot učenec pri sodniku Charlesu Bowenu.

## Politična kariera

### Zgodnje obdobje
Leta 1886 je bil Asquith imenovan za namestnika liberalne stranke na Škotskem, leta 1892 pa je postal notranji minister v četrti vladi, ki ji je predsedoval William Ewart Gladstone. Po padcu liberalcev na volitvah leta 1895 je manj časa posvetil politični dejavnosti, pri čemer se je postavil na stran skupin, ki so bile naklonjene vojni proti Burom, da bi pozneje vodil učinkovito kampanjo proti imperializmu Josepha Chamberlaina; leta 1905 je bil imenovan za nadzornika državne blagajne v novi liberalni vladi Henryja Campbella-Bannermana, ki je dosegla jasno zmago na volitvah leta 1906, po kateri je Asquith vodil tradicionalno politiko komercialnega liberalizma svoje stranke.

### Predsednik vlade
5. aprila 1908 je Asquith postal predsednik vlade. Prva naloga ki jo je opravil kot premier, je bil ta, da je poskušal spodbujati progresivno fiskalno politiko (povečanje socialne porabe in davkov za bogate), vendar pa so proračunski zakon, ki je bil že potrjen v spodnjem domu, ovirali lordi, ki so mu ostro nasprotovali. Posledica tega je bil institucionalni konflikt, v katerem sta si nasprotovala dva domova, eden zbor občin z liberalno večino, ki je podprla zakon, in drugi zbor lordov, ki mu je močno nasprotoval. Po zmagi na volitvah januarja 1910, po katerih je Asquith zahvaljujoč podpori irskih poslancev obdržal večino, je bil proračun potrjen, leta 1911 pa je s podporo novega kralja Jurija V. zmanjšal obveznosti novega zakona. V zameno za podporo irskih parlamentarcev je leta 1912 podelil Irski avtonomijo, katere začetek veljavnosti pa je bil preložen zaradi izbruha prve svetovne vojne leta 1914. Izbruh vojne je presenetil liberalce, na splošno usmerjene k ohranjanju miru v Evropi. Asquith se je odločil, da se njegova država ne bo vmešala v evropsko vojno, ki je nastala med Avstro-Ogrsko, Srbijo, Ruskim carstvom, Nemškim cesarstvom in Francijo, in da bo ostala nevtralna. Toda, ko je v začetku avgusta 1914 Nemčija napadla Belgijo, je Asquith ukazal takojšnji umik nemške vojske iz ozemlja Belgije, saj so imeli Britanci podpisano zavezništvo z Belgijčani, da bodo Belgijo branili ob kakršnem koli nemškem napadu. Do tega ni prišlo in 4. avgusta 1914 je moral Asquith s težkim srcem napovedati vojno Nemčiji, s čimer je Združeno Kraljestvo vstopilo v prvo svetovno vojno. 
Leta 1915 je Asquith po prvih porazih v kampanji Gallipoli sestavil novo vlado, v kateri so sodelovali konservativci. Vendar pa so nenehne negativne kritike njegovega vodenja Združenega Kraljestva v vojni pripeljala do tega, da je Asquith 6. decembra 1916 odstopil s položaja predsednika vlade. Po odstopu ga je nadomestil liberalni politik David Lloyd George.

### Poznejše obdobje
Po odstopu se je Asquith umaknil v opozicijo, po vojni  pa je Liberalna stranka ostala razdeljena na dva dela, ki sta ju vodila Asquith in Lloyd George. Ko sta se obe skupini končno ponovno združili pod Asquithovim vodstvom, se je Asquith strinjal, da bo podprl prvo laburistično vlado Ramsaya MacDonalda leta 1924, ki ni imela večine. V začetku leta 1926 je Asquith odstopil s položaja predsednika svoje stranke in se zatem upokojil. 

## Poznejše življenje
Po upokojitvi se je Asquith posvetil branju, pisanju, igranju malega golfa, potovanju in srečanju s prijatelji. Od leta 1918 se je začel zanimati za moderno slikarstvo in kiparstvo. 
Njegovo zdravstveno stanje se je poslabšalo do konca leta 1926, čeprav so ga čedalje bolj pestile finančne skrbi. Asquith je januarja 1927 doživel možgansko kap, zaradi česar nekaj časa ni mogel premikati svoje leve noge. Posledično je celo pomlad in velik del poletja 1927 preživel na invalidskem vozičku. Ko se je jeseni 1927 vrnil v The Wharf, zaradi bolezni ni mogel izstopiti iz avtomobila in nikoli več ni mogel samostojno hoditi po stopnicah v svojo sobo. Konec leta 1927 je utrpel še eno možgansko kap. Zadnji meseci njegovega življenje so bili težki in mučile so ga tudi težave z spominom. Njegova hčerka Violet pa je zapisala: »Gledati očetov veličastni um, kako se razbija in potaplja – kot velika ladja – je bolečina, ki si jo ne morem predstavljati.«
Herbert Henry Asquith je umrl 15. februarja 1928 v The Warfu, v starosti 75 let. Po njegovih željah so ga pokopali na cerkvenem pokopališču vseh svetih v Sutton Courtenayju, na njegovem nagrobniku pa so zapisani njegovo ime, naslov ter datumi njegovega rojstva in smrti. Vikton Grey je pozneje po pogrebu zapisal: "Zelo sem čutil njegovo smrt: res je, njegovo delo je bilo opravljeno, vendar smo si bili zelo blizu skupaj toliko let. Videl sem začetek njegovega parlamentarnega življenja; in biti priča zaključku je konec mojega dolgega poglavja".